# قائمة مناسبات ترتبط بالبيئة
تتضمن المقالة التالية قائمة بمناسبات ترتبط بالبيئة. وُضعت هذه التواريخ واتّفق عليها لزيادة الوعي العام حول القضايا البيئية.

## ساعات
- ساعة الأرض - 8:30 مساءً (توقيت محلي)، 30 مارس.[1]

## أيام
| المناسبة                                                       | التاريخ |
| -------------------------------------------------------------- | --- |
| اليوم العالمي للأراضي الرطبة                                   | 2 فبراير |
| اليوم العالمي للدب القطبي                                      | 27 فبراير |
| اليوم العالمي للحياة البرية                                    | 3 مارس |
| يوم تقدير الطاقة الشمسية                                       | ثاني يوم جمعة من شهر مارس |
| اليوم العالمي لحماية الأنهار                                   | مارس 14 |
| اليوم العالمي لحقوق المستهلك                                   | 15 مارس |
| اليوم العالمي لإعادة التدوير                                   | 03-18: 18 آذار (مارس) |
| اليوم العالمي لتقدير المصنّفين                                  | 19 مارس |
| اليوم العالمي للعصفور الدوري                                   | 20 مارس |
| اليوم العالمي للغابات                                          | 21 مارس |
| يوم الزراعة العالمي                                            | 21 مارس |
| اليوم العالمي للخشب                                            | 21 مارس |
| يوم الماء العالمي                                              | 22 مارس |
| يوم الشجرة                                                     | 10 أبريل |
| يوم الأرض                                                      | 22 أبريل |
| اليوم العالمي للأسماك المهاجرة                                 | 21 نيسان (أبريل) |
| يوم إحياء ذكرى جميع ضحايا الحرب الكيميائية                     | 29 أبريل |
| يوم أخضر                                                       | أول يوم سبت من شهر (مايو) في فيرمونت                                                                                                  |
| يوم الخضرة                                                     | 4 مايو في اليابان (كان سابقاً في 29 ابريل - نيسان)                                                                                     |
| يوم الحمار العالمي                                             | 8 مايو |
| اليوم العالمي للطيور المهاجرة                                  | ثاني يوم سبت من شهر مايو |
| يوم الطيور                                                     | ثاني سبت من شهر أيار (مايو) في الولايات المتحدة وكندا؛ ثاني سبت من تشرين الأول (أكتوبر) في المكسيك ووسط وجنوب أمريكا ومنطقة الكاريبي. |
| يوم الأنواع المهددة بالانقراض                                  | ثالث جمعة من شهر أيار (مايو) |
| اليوم العالمي للتنوع الأحيائي (اليوم العالمي للتنوع البيولوجي) | 22 مايو |
| اليوم العالمي للسلحفاة                                         | 23 مايو |
| اليوم الأوروبي للمتنزهات                                       | 24 مايو |
| يوم استخدام الدراجات إلى العمل                                 | ثالث يوم جمعة من شهر أيار (مايو) |
| اليوم العالمي دون تدخين                                        | 31 مايو |
| اليوم العالمي للبيئة                                           | 5 يونيو |
| اليوم العالمي للمحيطات                                         | 8 يونيو |
| يوم مثلث المرجان                                               | 9 يونيو |
| اليوم العالمي للرياح                                           | 15 يونيو |
| اليوم العالمي للسلاحف البحرية                                  | 06-16: حزيران (يونيو) 16 |
| اليوم العالمي لمكافحة التصحر والجفاف                           | 17 يونيو |
| اليوم العالمي للزرافة                                          | 21 يونيو |
| اليوم العالمي لتغير المناخ                                     | 21 يونيو |
| اليوم العالمي للجمل                                            | 22 يونيو |
| اليوم العالمي للغابات المطيرة                                  | 06-22: حزيران (يونيو) 22 |
| اليوم العالمي للسكان                                           | 11 يوليو |
| اليوم العالمي لحفظ الطبيعة                                     | 28 يوليو |
| اليوم العالمي للنمور                                           | 29 يوليو |
| اليوم العالمي لحراس الغابات                                    | 31 يوليو |
| اليوم العالمي للأسود                                           | 10 أغسطس |
| يوم الفيل العالمي                                              | 12 أغسطس |
| اليوم العالمي لإنسان الغاب                                     | 19 أغسطس |
| اليوم العالمي لنحل العسل                                       | 22 أغسطس |
| يوم غابات الأمازون المطيرة                                     | 5 سبتمبر |
| اليوم العالمي للحفاظ على طبقة الأوزون                          | 16 سبتمبر |
| اليوم العالمي للتنظيف                                          | ثالث سبت من شهر أيلول (سبتمبر) |
| اليوم الوطني للتنظيف                                           | ثالث سبت من أيلول (سبتمبر) |
| اليوم العالمي لرصد المياه                                      | 18 سبتمبر |
| يوم صفر للانبعاثات                                             | 09-21: 18 سبتمبر |
| الأيام الخالية من السيارات                                     | 22 سبتمبر |
| اليوم العالمي لوحيد القرن                                      | 09-22: 22 سبتمبر |
| يوم تجاوز الأرض (يوم تجاوز موارد الأرض)                        | 23 سبتمبر (2008) |
| اليوم العالمي للصحة البيئية                                    | 09-26: 26أيلول منذ 2011 (IFEH) |
| اليوم العالمي للأنهار                                          | 09: آخر أحد من شهر أيلول (سبتمبر) |
| اليوم العالمي للإسكان                                          | أول يوم إثنين من شهر أكتوبر |
| اليوم العالمي للحيوان                                          | 4 أكتوبر |
| يوم كفاءة الطاقة                                               | 10: أول يوم أربعاء من شهر أكتوبر |
| اليوم الدولي للحد من الكوارث الطبيعية                          | 13 أكتوبر |
| اليوم العالمي للنفايات الإلكترونية                             | 14 أكتوبر |
| يوم الاستدامة                                                  | 10: رابع يوم أربعاء من شهر أكتوبر |
| اليوم العالمي لنمر الثلوج                                      | 23 أكتوبر |
| اليوم العامل للإجراءات المتعلقة بالمناخ                        | 24 أكتوبر |
| اليوم العالمي للخضريين                                         | 1 نوفمبر |
| اليوم العالمي لمنع استخدام البيئة في الحروب والصراعات المسلحة  | 6 نوفمبر |
| يوم أمريكا لأعادة التدوير                                      | 15 نوفمبر |
| اليوم العالمي للجاغوار                                         | 29 نوفمبر |
| السنة الدولية للتربة                                           | 12-05: 5 ديسمبر |
| اليوم العالمي للجبال                                           | 11 ديسمبر |
| يوم الأوزون                                                    | يوم غير ثابت يعتمد على الأحوال الجوية                                                                                                 |
| eDay - يوم النفايات الإلكترونية                                | يوم متغير، في نيوزيلندا |

## السنوات
| العنوان                                | التاريخ   |
| -------------------------------------- | --------- |
| السنة القطبية الدولية                  | 1882–1883 |
| السنة القطبية الدولية                  | 1932–1933 |
| السنة القطبية الدولية                  | 2007-2008 |
| السنة الدولية للسكان                   | 1974      |
| السنة الدولية للمحيطات (IYO)           | 1998      |
| السنة الدولية للجبال (IYM)             | 2002      |
| السنة الدولية للسياحة البيئية (IYE)    | 2002      |
| السنة الدولية للمياه العذبة (IYF)      | 2003      |
| السنة الدولية للصحارى والتصحر          | 2006      |
| السنة الدولية للدلفين                  | 2007–2008 |
| السنة القطبية الدولية                  | 2007–2009 |
| السنة الدولية لكوكب الأرض              | 2008      |
| السنة الدولية للصرف الصحي              | 2008      |
| السنة الدولية للألياف الطبيعية 2009    | 2009      |
| سنة الغوريلا                           | 2009      |
| السنة الدولية للتنوع البيولوجي         | 2010      |
| السنة الدولية للغابات                  | 2011      |
| السنة الدولية للتربة                   | 2015      |
| السنة الدولية للبقول                   | 2016      |
| السنة الدولية للسياحة المستدامة للجميع | 2017      |
| السنة الدولية للغات الشعوب الأصلية     | 2019      |

## العقود
| السنة                                              | التاريخ   |
| -------------------------------------------------- | --------- |
| العقد الدولي لمياه الشرب، 1981-1990                | عقد 1980  |
| العقد الدولي للحد من الكوارث الطبيعية              | عقد 1990  |
| عقد الأمم المتحدة للتعليم من أجل التنمية المستدامة | 2005-2014 |
| عقد مياه للحياة                                    | 2005-2015 |
| عقد الأمم المتحدة للتنوع البيولوجي                 | 2011-2020 |
| عقد الأمم المتحدة للصحارى ومكافحة التصحر           | 2010-2020 |